# Mierzeszyn (gmina)
Mierzeszyn – dawna gmina wiejska istniejąca w latach 1945–1954 w woj. gdańskim (dzisiejsze woj. pomorskie). Siedzibą władz gminy był Mierzeszyn.
Gmina Mierzeszyn powstała po II wojnie światowej (1945) w części byłego Wolnego Miasta Gdańsk, w której utworzono powiat gdański (ziemie te wchodziły w skład tzw. IV okręgu administracyjnego – Mazurskiego). 7 kwietnia 1945 gmina – wraz z pozostałym obszarem byłego Wolnego Miasta Gdańsk – weszła w skład nowo utworzonego woj. gdańskiego.
Według stanu z 1 lipca 1952 gmina składała się z 9 gromad: Błotnia, Drzewina, Kozia Góra, Mierzeszyn, Miłowo, Olszanka, Pawłowo, Sucha Huta i Warcz. Gmina została zniesiona 29 września 1954 wraz z reformą wprowadzającą gromady w miejsce gmin. Jednostki nie przywrócono 1 stycznia 1973 wraz z kolejną reformą reaktywującą gminy.